# Воскресенская гора (Томск)
Воскресенская гора — обрывистый холм в Томске к северо-востоку от места впадения Ушайки в Томь. Историческое место основания Томска. Своё название получил от первой срубленной здесь в 1622 году основателями Томска церкви во имя Воскресения Христова.
На южном мысу горы в 1604 году, согласно ранее распространённой версии, был поставлен Томский кремль. Ныне превалирует мнение, что на Воскресенской горе был построен второй кремль Томска в 1648 году.

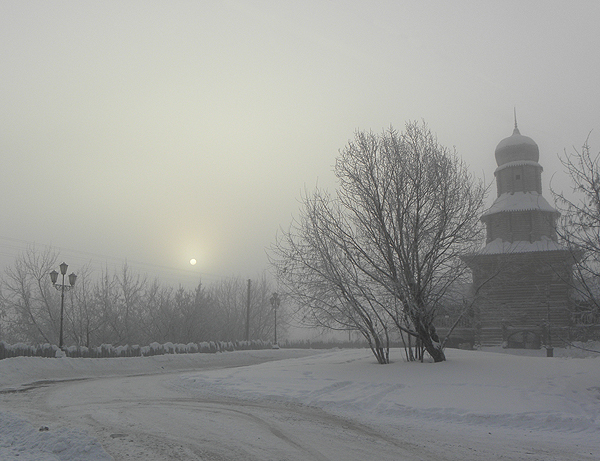
Воскресенская гора в мороз (декабрь 2010)

На Воскресенской горе и в её окрестностях находятся несколько достопримечательностей Томска, в числе которых:
- Белое озеро;
- Воскресенская церковь;
- Дом Науки имени Макушина;
- Польский костёл.

## Улицы на Воскресенской горе
- Ачинская улица;
- Улица Бакунина;
- Белая улица;
- Белозёрская улица;
- Белозерский переулок;

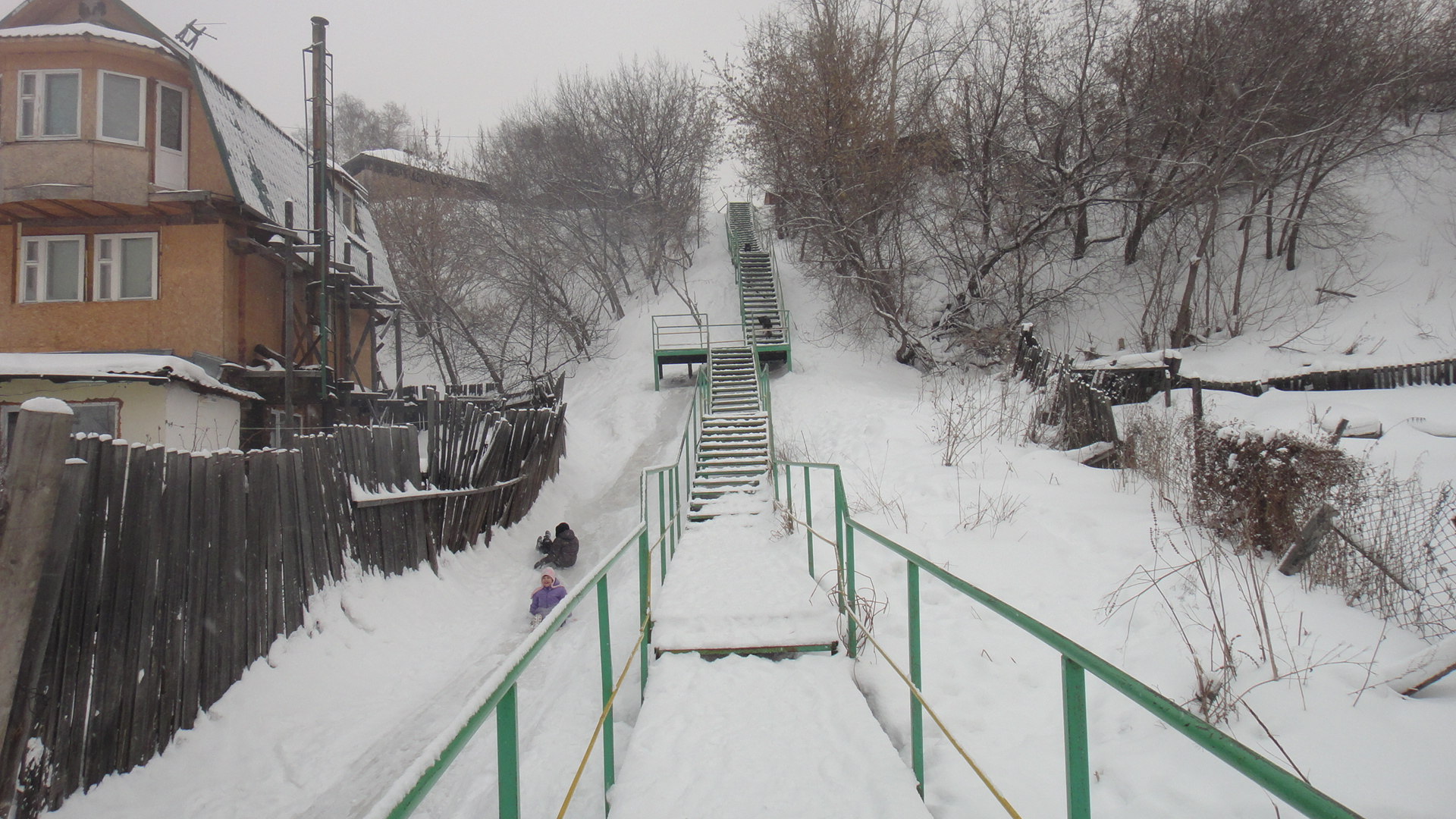
Воскресенская гора. Подъём на Октябрьскую улицу.

- Дальне-Ключевская улица (частично);
- Кривая улица;
- Кузнечный взвоз;
- Кустарный переулок;
- Переулок Макушина;
- Улица Мамонтова;
- Октябрьская улица;
- Октябрьский взвоз;
- Улица Пушкина (частично);
- Соляной переулок;
- Соляная площадь;
- Телевизионный переулок;
- Школьный переулок;
- Школьный тупик;
- Улица Яковлева (частично).